# Bành Triệu Cần
Bành Triệu Cần (chữ Hán Trung giản thể: 彭肇勤; sinh ngày 8 tháng 5 năm 1968 tại Quảng Châu, Quảng Đông) là một kỳ thủ cờ vua người Hà Lan sinh ra tại Trung Quốc, người có danh hiệu Đại kiện tướng FIDE, được trao vào tháng 10 năm 2004.
Cô đã giành được ba lần chức vô địch cờ tướng của phụ nữ Trung Quốc, vào năm 1987, 1990 và 1993. Cô đã sống ở Hà Lan từ năm 1996. Peng đã giành được giải vô địch nữ Hà Lan chưa từng có mười bốn lần, đặt danh hiệu đầu tiên vào năm 1997 và sau đó chiến thắng thêm 12 giải nữa một chuỗi không bị gián đoạn từ năm 2000 đến năm 2011. Cô liên kết đầu tiên với Alexandra Kosteniuk tại Giải vô địch Cờ vua Nữ châu Âu năm 2004 tại Dresden, và giành huy chương bạc trên tiebreak. Nhờ kết quả này, Peng đã được trao danh hiệu Đại kiện tướng.
Trong giải vô địch bóng đá nữ năm 2011 của Hà Lan, Bành đã thắng chín trận trong tổng số 10 trận, đặt trọn ba điểm trước đối thủ cạnh tranh gần nhất.